# Incshoni nemzetközi repülőtér 1 állomás
Incshoni (Incheoni) nemzetközi repülőtér 1 állomás a szöuli metró AREX vonalának, valamint az incshoni (incheoni) maglevnek az állomása, mely az Incshoni (Incheoni) nemzetközi repülőtéren található.